# Седлиці (Лобезький повіт)
Седліце (пол. Siedlice, нім. Zeitlitz) — село в Польщі, у гміні Радово-Мале Лобезького повіту Західнопоморського воєводства.
Населення — 307 осіб (2011).

## Демографія
Демографічна структура станом на 31 березня 2011 року:
|          | Загалом | Допрацездатний вік | Працездатний вік | Постпрацездатний вік |
| -------- | ------- | ------------------ | ---------------- | -------------------- |
| Чоловіки | 164     | 26                 | 129              | 9                    |
| Жінки    | 143     | 24                 | 91               | 28                   |
| Разом    | 307     | 50                 | 220              | 37                   |